# Phymatodes vilitatis
Phymatodes vilitatis là một loài bọ cánh cứng trong họ Cerambycidae.